# Recherches sur la Flore Méridionale de Madagascar
Recherches sur la Flore Méridionale de Madagascar (abreviado Rech. Fl. Mérid. Madagascar) es un libro con ilustraciones y descripciones botánicas que fue escrito por Henri Louis Poisson. Fue publicado en el año 1912.